# دانييل باساريلا
دانييل ألبرتو باساريلا (بالإسبانية: Daniel Passarella)‏ من أشهر المدافعين في تاريخ منتخب الأرجنتين لكرة القدم، ومن ضمن قائمة أفضل 125 لاعب كرة قدم حي. أصبح كابتن المنتخب في عمر مبكرة، تمكن من تسجيل 140 هدف في 447 مباراة في طوال حياته في كرة القدم، وهو ثاني أكثر مدافع يسجل أهداف بعد الهولندي رونالد كويمان، وكان عمره 25 سنة فقط عندما قاد منتخب الأرجنتين لكرة القدم إلى الفوز بكأس العالم لكرة القدم 1978، ولعب باساريلا في بداية مسيرته الكروية مع نادي ريفر بليت ثم انتقل إلى الملاعب الأوروبية ودافع عن خطوط نادي فيورنتينا وإنتر ميلان، لقب بالكابتن العظيم، قدم مستوى متواضعا في كأس العالم 1982 ولم يتمكن من المشاركة في كأس العالم 1986 نتيجة الإصابة. قام بتدريب المنتخب الأرجنتيني المشارك ببطولة كأس العالم 1998 واستقال من منصبه بعد خروج منتخب بلاده من دورة الثمانية امام هولندا في كأس العالم عام 1998، ويعمل الآن مدربا لنادي ريفر بليت.

## مسيرته الكروية
لعب دانييل باساريلا خلال مسيرته الاحترافية مع 3 أندية في خمسة عشر موسمًا وسجل خلالها 132 هدف ضمن 443 مباراة. ولم يفز بأي موسم بالكأس وفاز في خمسة مواسم بالدوري.
خاض دانييل باساريلا مسيرته مع نادي ريفر بليت في موسم 1974 في المرة الأولى ليلعب معه ثمانية مواسم ثم في موسم 1988–89 لمدة موسم واحد، مشاركًا طوالها في 290 مباراة سجل خلالها 97 هدفًا. ثم انتقل إلى نادي فيورنتينا في موسم 1982–83 ليلعب معه أربعة مواسم، حيث شارك في 109 مباراة سجل خلالها 26 هدفًا. لينتقل بعدها إلى نادي إنتر ميلان في موسم 1986–87 ولمدة موسمين، مشاركًا في 44 مباراة سجل خلالها 9 أهداف.

## روابط خارجية
- دانييل باساريلا على موقع الاتحاد الدولي (مؤرشف)  (الإنجليزية)
- دانييل باساريلا على موقع قاعدة بيانات كرة القدم.إي يو (الإنجليزية)
- دانييل باساريلا على موقع ناشيونال فوتبول تيمز (الإنجليزية)
- دانييل باساريلا على موقع Soccerbase.com (لاعب) (الإنجليزية)
- دانييل باساريلا على موقع عالم كرة القدم.نت (الإنجليزية)
- دانييل باساريلا على موقع أوليمبيديا (الإنجليزية)